# Lockheed Saturn
Il Lockheed Model 75 Saturn era un aereo bimotore di linea ad ala alta realizzato dall'azienda statunitense Lockheed Aircraft Limited alla metà degli anni quaranta del XX secolo e rimasto allo stadio di prototipo.

## Storia del progetto

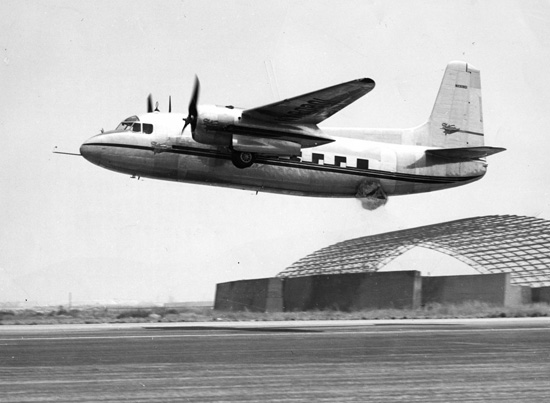
Uno dei prototipi del Model 75 Saturn in fase di decollo.

Nel 1944, quando l'andamento delle operazioni belliche faceva intravedere la fine del secondo conflitto mondiale, il presidente della Lockheed Aircraft Limited, Robert Gross, lanciò un proprio comitato di analisi, in stile del britannico "Brabazon Committee", al fine di comprendere le esigenze delle compagnie aeree nel periodo postbellico. Perciò inviò sul campo un team di analisti di mercato e ingegneri di vendita, sotto la direzione di Carl Squier e Leonard Schwartz, che interrogarono non solo le compagnie aeree, ma anche le persone che più probabilmente avrebbero utilizzato i loro aerei, come banchieri, agricoltori e uomini d'affari. I dati che ne risultarono indicarono un forte mercato destinato a piccoli aerei da trasporto appositamente dedicati al traffico regionale, che dovevano raggiungere gli aeroporti intercontinentali da dove partivano gli aerei a lungo raggio.
La Lockheed avviò la progettazione di un velivolo destinato a soddisfare i requisiti ("feeder") delle compagnie aeree, e il risultato fu il Lockheed Model 75. La progettazione in dettaglio dell'aereo fu affidata ad un team diretto da Don Palmer, cui più tardi si affiancò F.A. Smith, operante da quelli che poi sarebbero diventati gli stabilimenti noti come "Skunk Works" a Burbank, in California. La costruzione del prototipo fu iniziata il 12 giugno 1944, e intelligentemente la direzione della Lockheed scelse di pubblicizzare e commercializzare il progetto alla Conferenza internazionale sull'aviazione civile tenutasi a Chicago nel mese di novembre dello stesso anno, che vedeva la partecipazione della maggior parte delle compagnie aeree mondiali. Sulla base delle aspettative previste per il dopoguerra, queste compagnie dichiararono alla Lockheed un interesse iniziale per la produzione di 500 aerei, al prezzo di 85 000 dollari ciascuno.

## Tecnica

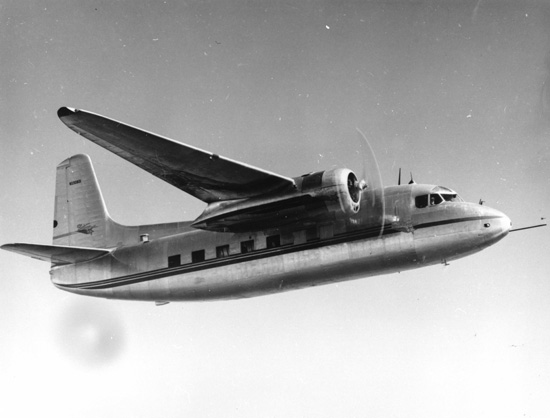
Lockheed L-75 Saturn in volo.

L'ufficio progettazione di Palmer realizzò un monoplano, bimotore, ad alta ala con carrello d'atterraggio di tipo triciclo e retrattile, avente una minima altezza da terra, per consentire il carico diretto delle merci dai pianali dei camion. Questo significava anche che i passeggeri potevano salire facilmente a bordo tramite una scaletta di quattro gradini. Una nuova caratteristica, volta a ridurre l'uso del numero di ricambi, era che il carrello di atterraggio principale, le gondole motori, e le superfici di coda orizzontali e verticali erano intercambiabili da sinistra a destra, così come i flap delle ali. La cabina passeggeri aveva 14 posti, suddivisi in due file di sette.
Inizialmente il Model 75 utilizzava 2 propulsori radiali Continental GR9-A a 9 cilindri da 600 hp, sostituiti poi, per problemi di raffreddamento, da due radiali Wright 744C-7BA-1 a 9 cilindri raffreddati ad aria eroganti la potenza di 700 hp (522 kW).

## Impiego operativo

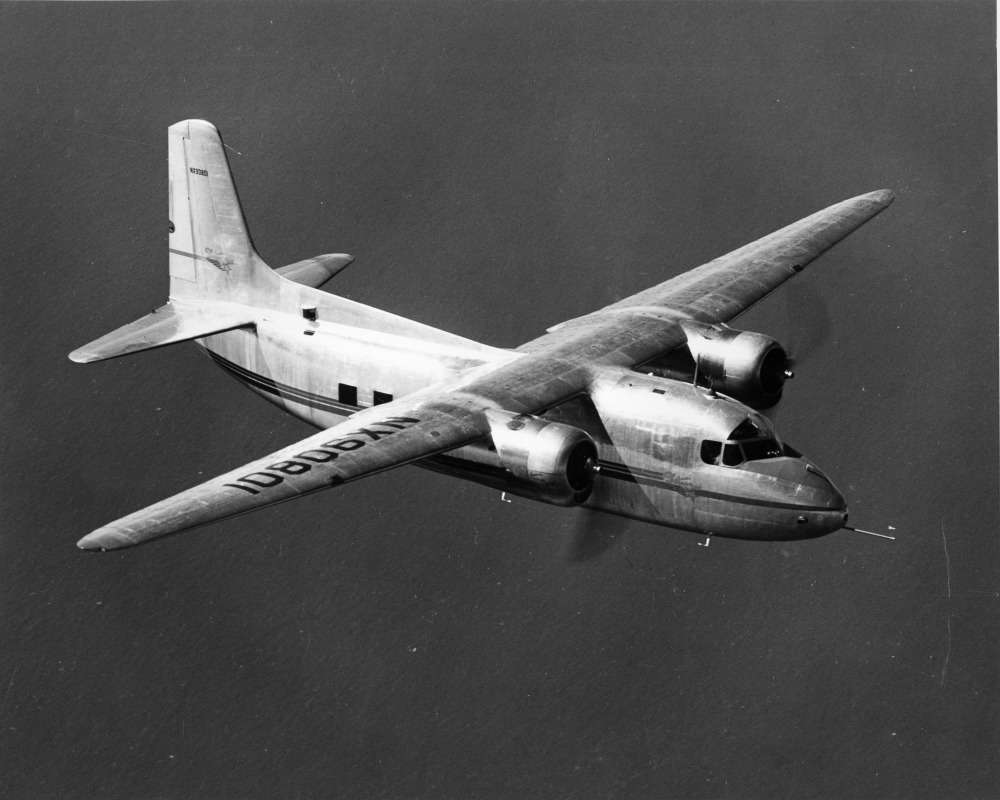
Il Lockheed 75 Saturn (matricola NX90801) in volo.

Nel 1944-1945 la produzione militare aveva ancora la priorità, e questo fatto contribuì a una lenta industrializzazione. Entro la metà del 1945 vennero impostati due prototipi, il primo dei quali (NX90801) andò in volo per la prima volta il 17 giugno 1946 nelle mani del collaudatore Tony LeVier. Durante il successivo programma di collaudi in volo, LeVier scoprì che il Saturn risultava sottopotenziato, aveva scadenti caratteristiche di stallo, e problemi al raffreddamento dei propulsori Continental GR9-A. I problemi con questi motori si dimostrarono difficili da superare, e alla fine del 1946, la Lockheed annunciò l'accantonamento temporaneo dello sviluppo del Saturn, a causa della mancanza di un motore di potenza adeguata e sufficientemente affidabile. Nel febbraio 1947 la società annunciò un rinnovato interesse per il progetto Saturn a causa della disponibilità dei motori Wright 744C-7BA-1 da 700 hp che vennero subito installati sul primo prototipo, e poi anche sul secondo. Così motorizzato il primo prototipo (NX90801) andò in volo l'8 agosto 1947, dimostrando migliori prestazioni, che furono definite adeguate da molte compagnie aeree. I prototipi del Saturn condussero ulteriori test di volo, ma verso la fine del 1947, a causa di un'ulteriore inversione di tendenza del mercato, con il costo previsto per ogni aereo che salito a 100 000 dollari, e la grande disponibilità di Beechcraft C-45 Expediter (a 7-8 posti) e Douglas C-47 Dakota (a 28 posti) di seconda mano, la Lockheed annunciò la definitiva conclusione del progetto Saturn. Nello sviluppo dell'aereo la Lockheed perse 6 milioni di dollari; i due prototipi furono demoliti nel 1948.